# Поддубное (Ульяновская область)
Поддубное — село в Инзенском районе Ульяновской области. Входит в Черёмушкинское сельское поселение.

## География
Расположено в 20 км к юго-востоку от райцентра Инза, на левом берегу р. Инза.

## Название
Одно из преданий о возникновении села гласит: «Когда-то в районе Старых Домосёрдок поселился охотник. Около озёр поставил он свой дом. Проезжающие и проходящие, видя это жилище, стали говорить: „Там, где дом у озерка“. Впоследствии, когда поселение стало разрастаться, его так и называли „Дом на озерке“. Отсюда и появилось название: Старые Домосёрки».

## История
Село основано в 1610 году.
В 1780 году село Старые Домосерки вошло в состав Городищенского уезда Пензенского наместничества. С 1796 года в составе Пензенской губернии.
В 1842 году был построен каменный храм во имя св. Архангела Михаила с теплым приделом во имя Святой Троицы. В 1938 году церковь закрыли, иконы разобрали по домам, говорят, что на стенах храма были удивительные росписи, библейские фрески. После закрытия церкви в 1938 году в ней долгие годы хранили зерно.
До 1929 года село Старая Домосердка (Дом на озерке) входило в состав Городищенского уезда, Пензенской губернии, затем в Инзенском районе Ульяновской области.
В 1964 году указом Президиума ВС РСФСР село Старые Домосердки переименовано в Поддубное.

## Население
| 2010 |
| ---- |
| 379  |

В основном, вся часть населения — мордва.

### Уроженцы села
- Анна Ильинична Воргодяева — Героя Социалистического Труда, уроженка с. Поддубное[7].

## Достопримечательности
- При поддубновской школе лицее есть этнографический музей имени Степана Дмитриевича Эрьзя, который взял псевдонимом имя своего мордовского народа — эрзя. Музей был открыт 10 января 1990 года и приурочен к 60-летию образования республики Мордовия. Инициатором создания музея был Смолкин Иван Васильевич (в настоящее время директор школы — лицея). Экспонаты в музей собирали все, и учащиеся школы и учителя. Оформляли историко-этнографический музей областные художники. Руководителем музея является учитель Поддубновской школы-лицея Радаев Михаил Николаевич, учитель начальных классов и родного языка. В 2003 году Поддубновская школа-лицей в очередной раз стала призёром областного конкурса «Школа года». При школе-лицее расположен сад-огород, площадью 5 гектаров, где выращивают овощи и фрукты для школьной столовой[2].

- В с. Поддубное находится каменная церковь (восстанавливается), которая была построена в XIX веке. Это здание осталось не только культовым, но и своеобразной визитной карточкой населённого пункта[6][8].
- Памятник погибшим землякам в ВОВ (1981 г.) или Памятник воинам (стела) 1941—1945 гг. (1990 г.)[9].